# Lliga de Campions de la UEFA 1999-00
La Lliga de Campions de la UEFA 1999-00 fou la 45a edició de la Copa d'Europa, la màxima competició per a clubs de futbol del continent i la 8a sota el nom de Lliga de Campions. La competició fou guanyada pel Reial Madrid derrotant el València CF a l'Stade de France.

## Fase de classificació

### Primera ronda de classificació
| Equip 1               | Global | Equip 2         | Anada | Tornada |
| --------------------- | ------ | --------------- | ----- | ------- |
| ÍBV                   | 3-1    | KF Tirana       | 1-0   | 2-1     |
| Litex Lovech          | 5-0    | Glentoran       | 3-0   | 2-0     |
| Žalgiris Vilnius      | 5-0    | Araks Ararat    | 2-0   | 3-0     |
| HB Tórshavn           | 1-7    | Haka            | 1-1   | 0-6     |
| FK Partizan           | 10-1   | FC Flora        | 6-0   | 4-1     |
| Jeunesse Esch         | 0-10   | Skonto          | 0-2   | 0-8     |
| Sloga Jugomagnat      | (c)2-2 | Gäncä           | 1-0   | 1-2     |
| Barry Town            | 2-3    | Valletta        | 0-0   | 2-3     |
| St Patrick's Athletic | 0-10   | Zimbru Chişinău | 0-5   | 0-5     |

### Segona ronda de classificació
| Equip 1                 | Global | Equip 2           | Anada | Tornada |
| ----------------------- | ------ | ----------------- | ----- | ------- |
| Rapid Viena             | 5-0    | Valletta          | 3-0   | 2-0     |
| Anorthosis Famagusta    | 3-2    | Slovan Bratislava | 2-1   | 1-1     |
| FK Partizan             | 6-1    | HNK Rijeka        | 3-1   | 3-0     |
| CSKA Moscou             | 2-4    | Molde             | 2-0   | 0-4     |
| Litex Lovech            | 5-5(p) | Widzew Łódź       | 4-1   | 1-4(pr) |
| Haka                    | 1-7    | Rangers FC        | 1-4   | 0-3     |
| Dinamo Tbilisi          | 2-3    | Zimbru Chişinău   | 2-1   | 0-2     |
| Dnepr-Transmash Mogilev | 0-3    | AIK               | 0-1   | 0-2     |
| Sloga Jugomagnat        | 0-2    | Brøndby           | 0-1   | 0-1     |
| Rapid Bucureşti         | 4-5    | Skonto            | 3-3   | 1-2     |
| Beşiktaş JK             | 1-1(c) | Hapoel Haifa      | 1-1   | 0-0     |
| FC Dinamo de Kíev       | 3-0    | Žalgiris Vilnius  | 2-0   | 1-0     |
| ÍBV                     | 1-5    | MTK Hungária      | 0-2   | 1-3     |
| Maribor                 | 5-4    | KRC Genk          | 5-1   | 0-3     |

### Tercera ronda de classificació
| Equip 1          | Global | Equip 2              | Anada | Tornada |
| ---------------- | ------ | -------------------- | ----- | ------- |
| Zimbru Chişinău  | 0-2    | PSV Eindhoven        | 0-0   | 0-2     |
| Spartak Moscou   | 5-1    | FK Partizan          | 2-0   | 3-1     |
| Chelsea FC       | 3-0    | Skonto               | 3-0   | 0-0     |
| Rapid Viena      | 0-4    | Galatasaray          | 0-3   | 0-1     |
| ACF Fiorentina   | 5-1    | Widzew Łódź          | 3-1   | 2-0     |
| Aalborg BK       | 3-4    | FC Dinamo de Kíev    | 1-2   | 2-2     |
| Rangers FC       | 2-1    | Parma FC             | 2-0   | 0-1     |
| Brøndby          | 3-6    | Boavista FC          | 1-2   | 2-4(pr) |
| AEK Atenes       | 0-1    | AIK                  | 0-0   | 0-1     |
| Hapoel Haifa     | 0-4    | València             | 0-2   | 0-2     |
| Hertha Berlin    | 2-0    | Anorthosis Famagusta | 2-0   | 0-0     |
| Sturm Graz       | 4-3    | Servette FC          | 2-1   | 2-2     |
| Molde            | (c)1-1 | RCD Mallorca         | 0-0   | 1-1     |
| Olympique de Lió | 0-3    | Maribor              | 0-1   | 0-2     |
| Croatia Zagreb   | 2-0    | MTK Hungária         | 0-0   | 2-0     |
| Teplice          | 0-2    | Borussia Dortmund    | 0-1   | 0-1     |

## Primera fase de grups

### Grup A
| Equip             | PJ | PG | PE | PP | GF | GC | DG  | Pts |
| ----------------- | -- | -- | -- | -- | -- | -- | --- | --- |
| SS Lazio          | 6  | 4  | 2  | 0  | 13 | 3  | +10 | 14  |
| FC Dinamo de Kíev | 6  | 2  | 1  | 3  | 8  | 8  | 0   | 7   |
| Bayer Leverkusen  | 6  | 1  | 4  | 1  | 7  | 7  | 0   | 7   |
| Maribor           | 6  | 1  | 1  | 4  | 2  | 12 | -10 | 4   |

| Bayer Leverkusen | 1 - 1 | SS Lazio       |
| ---------------- | ----- | -------------- |
| Neuville 11'     |       | Mihajlovic 14' |

| FC Dinamo de Kíev | 0 - 1 | Maribor      |
| ----------------- | ----- | ------------ |
|                   |       | Simundza 73' |

| Maribor | 0 - 2 | Bayer Leverkusen             |
| ------- | ----- | ---------------------------- |
|         |       | Zivkovic 82' · Kirsten 90+3' |

| SS Lazio              | 2 - 1 | FC Dinamo de Kíev |
| --------------------- | ----- | ----------------- |
| Negro 70' · Salas 72' |       | Rebrov 68'        |

| SS Lazio                                           | 4 - 0 | Maribor |
| -------------------------------------------------- | ----- | ------- |
| Inzaghi 60' · Sergio Conceicao 62' · Salas 71' 76' |       |         |

| Bayer Leverkusen | 1 - 1 | FC Dinamo de Kíev |
| ---------------- | ----- | ----------------- |
| Kirsten 52'      |       | Husin 71'         |

| Maribor | 0 - 4 | SS Lazio                                         |
| ------- | ----- | ------------------------------------------------ |
|         |       | Mihajlovic 36' · Inzaghi 50' 74' · Stankovic 63' |

| FC Dinamo de Kíev                                      | 4 - 2 | Bayer Leverkusen           |
| ------------------------------------------------------ | ----- | -------------------------- |
| Kosovsky 4' · Rebrov 21' · Shatskikh 36' · Holovko 61' |       | Kirsten 12' · Neuville 49' |

| SS Lazio  | 1 - 1 | Bayer Leverkusen |
| --------- | ----- | ---------------- |
| Nedved 1' |       | Kirsten 44'      |

| Maribor     | 1 - 2 | FC Dinamo de Kíev     |
| ----------- | ----- | --------------------- |
| Balajic 50' |       | Rebrov 37' 84' (pen.) |

| Bayer Leverkusen | 0 - 0 | Maribor |
| ---------------- | ----- | ------- |
|                  |       |         |

| FC Dinamo de Kíev | 0 - 1 | SS Lazio         |
| ----------------- | ----- | ---------------- |
|                   |       | Mamedov 18' (pp) |

### Grup B
| Equip          | PJ | PG | PE | PP | GF | GC | DG  | Pts |
| -------------- | -- | -- | -- | -- | -- | -- | --- | --- |
| FC Barcelona   | 6  | 4  | 2  | 0  | 19 | 9  | +10 | 14  |
| ACF Fiorentina | 6  | 2  | 3  | 1  | 9  | 7  | +2  | 9   |
| Arsenal FC     | 6  | 2  | 2  | 2  | 9  | 9  | 0   | 8   |
| AIK            | 6  | 0  | 1  | 5  | 4  | 16 | -12 | 1   |

| ACF Fiorentina | 0 - 0 | Arsenal FC |
| -------------- | ----- | ---------- |
|                |       |            |

| AIK           | 1 - 2 | FC Barcelona              |
| ------------- | ----- | ------------------------- |
| Novaković 72' |       | Abelardo 86' · Dani 90+3' |

| Arsenal FC                                | 3 - 1 | AIK        |
| ----------------------------------------- | ----- | ---------- |
| Ljungberg 28' · Henry 90+1' · Suker 90+3' |       | Nordin 53' |

| FC Barcelona                                        | 4 - 2 | ACF Fiorentina             |
| --------------------------------------------------- | ----- | -------------------------- |
| Figo 7' · Luis Enrique 10' · Rivaldo 68' (pen.) 70' |       | Batistuta 50' · Chiesa 79' |

| FC Barcelona     | 1 - 1 | Arsenal FC |
| ---------------- | ----- | ---------- |
| Luis Enrique 16' |       | Kanu 81'   |

| AIK | 0 - 0 | ACF Fiorentina |
| --- | ----- | -------------- |
|     |       |                |

| ACF Fiorentina                        | 3 - 0 | AIK |
| ------------------------------------- | ----- | --- |
| Batistuta 5' · Chiesa 32' · Balbo 86' |       |     |

| Arsenal FC                  | 2 - 4 | FC Barcelona                                                |
| --------------------------- | ----- | ----------------------------------------------------------- |
| Bergkamp 44' · Overmars 85' |       | Rivaldo 15' (pen.) · Luis Enrique 16' · Figo 56' · Cocu 70' |

| Arsenal FC | 0 - 1 | ACF Fiorentina |
| ---------- | ----- | -------------- |
|            |       | Batistuta 75'  |

| FC Barcelona                                         | 5 - 0 | AIK |
| ---------------------------------------------------- | ----- | --- |
| Kluivert 15' 33' · Zenden 43' · Gabri 53' · Déhu 56' |       |     |

| ACF Fiorentina              | 3 - 3 | FC Barcelona               |
| --------------------------- | ----- | -------------------------- |
| Bressan 14' · Balbo 56' 69' |       | Figo 20' · Rivaldo 43' 74' |

| AIK                  | 2 - 3 | Arsenal FC                   |
| -------------------- | ----- | ---------------------------- |
| A. Andersson 41' 68' |       | Overmars 17' 52' · Suker 56' |

### Grup C
| Equip             | PJ | PG | PE | PP | GF | GC | DG | Pts |
| ----------------- | -- | -- | -- | -- | -- | -- | -- | --- |
| Rosenborg BK      | 6  | 3  | 2  | 1  | 12 | 5  | +7 | 11  |
| Feyenoord         | 6  | 1  | 5  | 0  | 7  | 6  | +1 | 8   |
| Borussia Dortmund | 6  | 1  | 3  | 2  | 7  | 9  | -2 | 6   |
| Boavista FC       | 6  | 1  | 2  | 3  | 4  | 10 | -6 | 5   |

| 14 de setembre 1999 |     |                   |                    |
| Boavista            | 0-3 | Rosenborg         | Estádio do Bessa   |
| Feyenoord           | 1-1 | Borussia Dortmund | Feijenoord Stadion |
| 22 de setembre 1999 |     |                   |                    |
| Borussia Dortmund   | 3-1 | Boavista          | Westfalenstadion   |
| Rosenborg           | 2-2 | Feyenoord         | Lerkendal Stadion  |
| 29 de setembre 1999 |     |                   |                    |
| Boavista            | 1-1 | Feyenoord         | Estádio do Bessa   |
| Rosenborg           | 2-2 | Borussia Dortmund | Lerkendal Stadion  |
| 19 d'octubre 1999   |     |                   |                    |
| Borussia Dortmund   | 0-3 | Rosenborg         | Westfalenstadion   |
| Feyenoord           | 1-1 | Boavista          | Feijenoord Stadion |
| 27 d'octubre 1999   |     |                   |                    |
| Rosenborg           | 2-0 | Boavista          | Lerkendal Stadion  |
| Borussia Dortmund   | 1-1 | Feyenoord         | Westfalenstadion   |
| 2 de novembre 1999  |     |                   |                    |
| Boavista            | 1-0 | Borussia Dortmund | Estádio do Bessa   |
| Feyenoord           | 1-0 | Rosenborg         | Feijenoord Stadion |

### Grup D
| Equip                 | PJ | PG | PE | PP | GF | GC | DG | Pts |
| --------------------- | -- | -- | -- | -- | -- | -- | -- | --- |
| Manchester United FC  | 6  | 4  | 1  | 1  | 9  | 4  | +5 | 13  |
| Olympique de Marsella | 6  | 3  | 1  | 2  | 10 | 8  | +2 | 10  |
| Sturm Graz            | 6  | 2  | 0  | 4  | 5  | 12 | -7 | 6   |
| Croatia Zagreb        | 6  | 1  | 2  | 3  | 7  | 7  | 0  | 5   |

| 14 de setembre 1999 |     |                   |                               |
| Manchester United   | 0-0 | Croatia Zagreb    | Old Trafford                  |
| Marseille           | 2-0 | Sturm Graz        | Stade Vélodrome               |
| 22 de setembre 1999 |     |                   |                               |
| Sturm Graz          | 0-3 | Manchester United | Arnold-Schwarzenegger-Stadion |
| Croatia Zagreb      | 1-2 | Marseille         | Estadi Maksimir               |
| 29 de setembre 1999 |     |                   |                               |
| Manchester United   | 2-1 | Marseille         | Old Trafford                  |
| Croatia Zagreb      | 3-0 | Sturm Graz        | Estadi Maksimir               |
| 19 d'octubre 1999   |     |                   |                               |
| Sturm Graz          | 1-0 | Croatia Zagreb    | Arnold-Schwarzenegger-Stadion |
| Marseille           | 1-0 | Manchester United | Stade Vélodrome               |
| 27 d'octubre 1999   |     |                   |                               |
| Croatia Zagreb      | 1-2 | Manchester United | Estadi Maksimir               |
| Sturm Graz          | 3-2 | Marseille         | Arnold-Schwarzenegger-Stadion |
| 2 de novembre 1999  |     |                   |                               |
| Manchester United   | 2-1 | Sturm Graz        | Old Trafford                  |
| Marseille           | 2-2 | Croatia Zagreb    | Stade Vélodrome               |

### Grup E
| Equip         | PJ | PG | PE | PP | GF | GC | DG | Pts |
| ------------- | -- | -- | -- | -- | -- | -- | -- | --- |
| Reial Madrid  | 6  | 4  | 1  | 1  | 15 | 7  | +8 | 13  |
| FC Porto      | 6  | 4  | 0  | 2  | 9  | 6  | +3 | 12  |
| Olympiakos FC | 6  | 2  | 1  | 3  | 9  | 12 | -3 | 7   |
| Molde         | 6  | 1  | 0  | 5  | 6  | 14 | -8 | 3   |

| 14 de setembre 1999 |     |             |                          |
| Molde               | 0-1 | Porto       | Estadi Molde             |
| Olympiacos          | 3-3 | Real Madrid | Geórgios Karaiskakis     |
| 22 de setembre 1999 |     |             |                          |
| Porto               | 2-0 | Olympiacos  | Estádio das Antas        |
| Real Madrid         | 4-1 | Molde       | Estadi Santiago Bernabéu |
| 29 de setembre 1999 |     |             |                          |
| Real Madrid         | 3-1 | Porto       | Estadi Santiago Bernabéu |
| Olympiacos          | 3-1 | Molde       | Geórgios Karaiskakis     |
| 19 d'octubre 1999   |     |             |                          |
| Porto               | 2-1 | Real Madrid | Estádio das Antas        |
| Molde               | 3-2 | Olympiacos  | Estadi Molde             |
| 27 d'octubre 1999   |     |             |                          |
| Porto               | 3-1 | Molde       | Estádio das Antas        |
| Real Madrid         | 3-0 | Olympiacos  | Estadi Santiago Bernabéu |
| 2 de novembre 1999  |     |             |                          |
| Molde               | 0-1 | Real Madrid | Estadi Molde             |
| Olympiacos          | 1-0 | Porto       | Geórgios Karaiskakis     |

### Grup F
| Equip         | PJ | PG | PE | PP | GF | GC | DG | Pts |
| ------------- | -- | -- | -- | -- | -- | -- | -- | --- |
| València      | 6  | 3  | 3  | 0  | 8  | 4  | +4 | 12  |
| Bayern        | 6  | 2  | 3  | 1  | 7  | 6  | +1 | 9   |
| Rangers FC    | 6  | 2  | 1  | 3  | 7  | 7  | 0  | 7   |
| PSV Eindhoven | 6  | 1  | 1  | 4  | 5  | 10 | -5 | 4   |

| 14 de setembre 1999 |     |               |                 |
| Bayern              | 2-1 | PSV Eindhoven | Olympiastadion  |
| València            | 2-0 | Rangers       | Mestalla        |
| 22 de setembre 1999 |     |               |                 |
| Rangers             | 1-1 | Bayern        | Ibrox Stadium   |
| PSV Eindhoven       | 1-1 | València      | Philips Stadion |
| 29 de setembre 1999 |     |               |                 |
| PSV Eindhoven       | 0-1 | Rangers       | Philips Stadion |
| Bayern              | 1-1 | València      | Olympiastadion  |
| 19 d'octubre 1999   |     |               |                 |
| Rangers             | 4-1 | PSV Eindhoven | Ibrox Stadium   |
| València            | 1-1 | Bayern        | Mestalla        |
| 27 d'octubre 1999   |     |               |                 |
| Rangers             | 1-2 | València      | Ibrox Stadium   |
| PSV Eindhoven       | 2-1 | Bayern        | Philips Stadion |
| 2 de novembre 1999  |     |               |                 |
| València            | 1-0 | PSV Eindhoven | Mestalla        |
| Bayern              | 1-0 | Rangers       | Olympiastadion  |

### Grup G
| Equip                   | PJ | PG | PE | PP | GF | GC | DG | Pts |
| ----------------------- | -- | -- | -- | -- | -- | -- | -- | --- |
| Sparta Praga            | 6  | 3  | 3  | 0  | 14 | 6  | +8 | 12  |
| FC Girondins de Bordeus | 6  | 3  | 3  | 0  | 7  | 4  | +3 | 12  |
| Spartak Moscou          | 6  | 1  | 2  | 3  | 9  | 12 | -3 | 5   |
| Willem II               | 6  | 0  | 2  | 4  | 7  | 15 | -8 | 2   |

| 14 de setembre 1999 |     |                |                   |
| Sparta Praga        | 0-0 | Bordeaux       | Toyota Arena      |
| Willem II           | 1-3 | Spartak Moscou | Willem II Stadion |
| 22 de setembre 1999 |     |                |                   |
| Spartak Moscou      | 1-1 | Sparta Praga   | Estadi Lujniki    |
| Bordeaux            | 3-2 | Willem II      | Parc Lescure      |
| 29 de setembre 1999 |     |                |                   |
| Bordeaux            | 2-1 | Spartak Moscou | Parc Lescure      |
| Sparta Praga        | 4-0 | Willem II      | Toyota Arena      |
| 19 d'octubre 1999   |     |                |                   |
| Spartak Moscou      | 1-2 | Bordeaux       | Estadi Lujniki    |
| Willem II           | 3-4 | Sparta Praga   | Willem II Stadion |
| 27 d'octubre 1999   |     |                |                   |
| Spartak Moscou      | 1-1 | Willem II      | Estadi Lujniki    |
| Bordeaux            | 0-0 | Sparta Praga   | Parc Lescure      |
| 2 de novembre 1999  |     |                |                   |
| Sparta Praga        | 5-2 | Spartak Moscou | Toyota Arena      |
| Willem II           | 0-0 | Bordeaux       | Willem II Stadion |

### Grup H
| Equip         | PJ | PG | PE | PP | GF | GC | DG | Pts |
| ------------- | -- | -- | -- | -- | -- | -- | -- | --- |
| Chelsea FC    | 6  | 3  | 2  | 1  | 10 | 3  | +7 | 11  |
| Hertha Berlin | 6  | 2  | 2  | 2  | 7  | 10 | -3 | 8   |
| Galatasaray   | 6  | 2  | 1  | 3  | 10 | 13 | -3 | 7   |
| AC Milan      | 6  | 1  | 3  | 2  | 6  | 7  | -1 | 6   |

| 14 de setembre 1999 |     |               |                          |
| Chelsea             | 0-0 | Milà          | Stamford Bridge          |
| Galatasaray         | 2-2 | Hertha Berlin | Estadi Ali Sami Yen      |
| 22 de setembre 1999 |     |               |                          |
| Hertha Berlin       | 2-1 | Chelsea       | Estadi Olímpic de Berlín |
| Milà                | 2-1 | Galatasaray   | Stadio Giuseppe Meazza   |
| 29 de setembre 1999 |     |               |                          |
| Chelsea             | 1-0 | Galatasaray   | Stamford Bridge          |
| Milan               | 1-1 | Hertha Berlin | Stadio Giuseppe Meazza   |
| 19 d'octubre 1999   |     |               |                          |
| Hertha Berlin       | 1-0 | Milan         | Estadi Olímpic de Berlín |
| Galatasaray         | 0-5 | Chelsea       | Estadi Ali Sami Yen      |
| 27 d'octubre 1999   |     |               |                          |
| Milan               | 1-1 | Chelsea       | Stadio Giuseppe Meazza   |
| Hertha Berlin       | 1-4 | Galatasaray   | Estadi Olímpic de Berlín |
| 2 de novembre 1999  |     |               |                          |
| Chelsea             | 2-0 | Hertha Berlin | Stamford Bridge          |
| Galatasaray         | 3-2 | Milan         | Estadi Ali Sami Yen      |

## Segona fase de grups

### Grup A
| Equip         | PJ | PG | PE | PP | GF | GC | DG  | Pts |
| ------------- | -- | -- | -- | -- | -- | -- | --- | --- |
| FC Barcelona  | 6  | 5  | 1  | 0  | 17 | 5  | +12 | 16  |
| FC Porto      | 6  | 3  | 1  | 2  | 8  | 8  | 0   | 10  |
| Sparta Praga  | 6  | 1  | 2  | 3  | 5  | 12 | -7  | 5   |
| Hertha Berlin | 6  | 0  | 2  | 4  | 3  | 8  | -5  | 2   |

| 23 de novembre 1999 |     |               |                          |
| Hertha Berlin       | 1-1 | Barcelona     | Estadi Olímpic de Berlín |
| Sparta Praga        | 0-2 | Porto         | Toyota Arena             |
| 8 de desembre 1999  |     |               |                          |
| Porto               | 1-0 | Hertha Berlin | Estádio das Antas        |
| Barcelona           | 5-0 | Sparta Praga  | Camp Nou                 |
| 1 de març 2000      |     |               |                          |
| Barcelona           | 4-2 | Porto         | Camp Nou                 |
| Hertha Berlin       | 1-1 | Sparta Praga  | Estadi Olímpic de Berlín |
| 7 de març 2000      |     |               |                          |
| Porto               | 0-2 | Barcelona     | Estádio das Antas        |
| Sparta Praga        | 1-0 | Hertha Berlin | Toyota Arena             |
| 15 de març 2000     |     |               |                          |
| Porto               | 2-2 | Sparta Praga  | Estádio das Antas        |
| Barcelona           | 3-1 | Hertha Berlin | Camp Nou                 |
| 21 de març 2000     |     |               |                          |
| Sparta Praga        | 1-2 | Barcelona     | Toyota Arena             |
| Hertha Berlin       | 0-1 | Porto         | Estadi Olímpic de Berlín |

### Grup B
| Equip                   | PJ | PG | PE | PP | GF | GC | DG | Pts |
| ----------------------- | -- | -- | -- | -- | -- | -- | -- | --- |
| Manchester United FC    | 6  | 4  | 1  | 1  | 10 | 4  | +6 | 13  |
| València                | 6  | 3  | 1  | 2  | 9  | 5  | +4 | 10  |
| ACF Fiorentina          | 6  | 2  | 2  | 2  | 7  | 8  | -1 | 8   |
| FC Girondins de Bordeus | 6  | 0  | 2  | 4  | 5  | 14 | -9 | 2   |

| ACF Fiorentina                 | 2 - 0 | Manchester United FC |
| ------------------------------ | ----- | -------------------- |
| Batistuta 24' · Abel Balbo 52' |       |                      |

| València                              | 3 - 0 | FC Girondins de Bordeus |
| ------------------------------------- | ----- | ----------------------- |
| Farinós 60' · Ilie 68' · González 90' |       |                         |

| 8 de desembre 1999 |     |                   |                        |
| Manchester United  | 3-0 | València          | Old Trafford           |
| Bordeaux           | 0-0 | Fiorentina        | Parc Lescure           |
| 1 de març 2000     |     |                   |                        |
| Manchester United  | 2-0 | Bordeaux          | Old Trafford           |
| Fiorentina         | 1-0 | València          | Stadio Artemio Franchi |
| 7 de març 2000     |     |                   |                        |
| Bordeaux           | 1-2 | Manchester United | Parc Lescure           |
| València           | 2-0 | Fiorentina        | Estadi de Mestalla     |
| 15 de març 2000    |     |                   |                        |
| Manchester United  | 3-1 | Fiorentina        | Old Trafford           |
| Bordeaux           | 1-4 | València          | Parc Lescure           |
| 21 de març 2000    |     |                   |                        |
| Fiorentina         | 3-3 | Bordeaux          | Stadio Artemio Franchi |
| València           | 0-0 | Manchester United | Estadi de Mestalla     |

### Grup C
| Equip             | PJ | PG | PE | PP | GF | GC | DG | Pts |
| ----------------- | -- | -- | -- | -- | -- | -- | -- | --- |
| Bayern            | 6  | 4  | 1  | 1  | 13 | 8  | +5 | 13  |
| Reial Madrid      | 6  | 3  | 1  | 2  | 11 | 12 | -1 | 10  |
| FC Dinamo de Kíev | 6  | 3  | 1  | 2  | 10 | 8  | +2 | 10  |
| Rosenborg BK      | 6  | 0  | 1  | 5  | 5  | 11 | -6 | 1   |

| 23 de novembre 1999 |     |             |                          |
| Dynamo Kyiv         | 1-2 | Real Madrid | Estadi Lobanovsky Dynamo |
| Rosenborg           | 1-1 | Bayern      | Lerkendal Stadion        |
| 8 de desembre 1999  |     |             |                          |
| Bayern              | 2-1 | Dynamo Kyiv | Olympiastadion           |
| Real Madrid         | 3-1 | Rosenborg   | Estadi Santiago Bernabéu |
| 1 de març 2000      |     |             |                          |
| Dynamo Kyiv         | 2-1 | Rosenborg   | Estadi Lobanovsky Dynamo |
| Real Madrid         | 2-4 | Bayern      | Estadi Santiago Bernabéu |
| 7 de març 2000      |     |             |                          |
| Bayern              | 4-1 | Real Madrid | Olympiastadion           |
| Rosenborg           | 1-2 | Dynamo Kyiv | Lerkendal Stadion        |
| 15 de març 2000     |     |             |                          |
| Real Madrid         | 2-2 | Dynamo Kyiv | Estadi Santiago Bernabéu |
| Bayern              | 2-1 | Rosenborg   | Olympiastadion           |
| 21 de març 2000     |     |             |                          |
| Dynamo Kyiv         | 2-0 | Bayern      | Estadi Lobanovsky Dynamo |
| Rosenborg           | 0-1 | Real Madrid | Lerkendal Stadion        |

### Grup D
| Equip                 | PJ | PG | PE | PP | GF | GC | DG | Pts |
| --------------------- | -- | -- | -- | -- | -- | -- | -- | --- |
| SS Lazio              | 6  | 3  | 2  | 1  | 10 | 4  | +6 | 11  |
| Chelsea FC            | 6  | 3  | 1  | 2  | 8  | 5  | +3 | 10  |
| Feyenoord             | 6  | 2  | 2  | 2  | 7  | 7  | 0  | 8   |
| Olympique de Marsella | 6  | 1  | 1  | 4  | 2  | 11 | -9 | 4   |

| 23 de novembre 1999 |     |           |                         |
| Chelsea             | 3-1 | Feyenoord | Stamford Bridge         |
| Marseille           | 0-2 | Lazio     | Stade Vélodrome         |
| 8 de desembre 1999  |     |           |                         |
| Feyenoord           | 3-0 | Marseille | Feijenoord Stadion      |
| Lazio               | 0-0 | Chelsea   | Stadio Olimpico di Roma |
| 1 de març 2000      |     |           |                         |
| Lazio               | 1-2 | Feyenoord | Stadio Olimpico di Roma |
| Marseille           | 1-0 | Chelsea   | Stade Vélodrome         |
| 7 de març 2000      |     |           |                         |
| Chelsea             | 1-0 | Marseille | Stamford Bridge         |
| Feyenoord           | 0-0 | Lazio     | Feijenoord Stadion      |
| 15 de març 2000     |     |           |                         |
| Lazio               | 5-1 | Marseille | Stadio Olimpico di Roma |
| Feyenoord           | 1-3 | Chelsea   | Feijenoord Stadion      |
| 21 de març 2000     |     |           |                         |
| Chelsea             | 1-2 | Lazio     | Stamford Bridge         |
| Marseille           | 0-0 | Feyenoord | Stade Vélodrome         |

## Fase d'eliminatòries

### Quarts de final
| Equip 1      | Global | Equip 2              | Anada | Tornada |
| ------------ | ------ | -------------------- | ----- | ------- |
| Reial Madrid | 3-2    | Manchester United FC | 0-0   | 3-2     |
| FC Porto     | 2-3    | Bayern               | 1-1   | 1-2     |
| Chelsea FC   | 4-6    | FC Barcelona         | 3-1   | 1-5(pr) |
| València     | 5-3    | SS Lazio             | 5-2   | 0-1     |

#### Anada
| FC Porto   | 1 - 1 | Bayern           |
| ---------- | ----- | ---------------- |
| Jardel 47' |       | Paulo Sergio 80' |

| Reial Madrid | 0 - 0 | Manchester United FC |
| ------------ | ----- | -------------------- |
|              |       |                      |

| València                                          | 5 - 2 | SS Lazio                |
| ------------------------------------------------- | ----- | ----------------------- |
| Angulo 2' · Gerard 4' 40' 80' · Claudio Lopez 91' |       | Inzaghi 28' · Salas 87' |

| Chelsea FC             | 3 - 1 | FC Barcelona |
| ---------------------- | ----- | ------------ |
| Zola 30' · Flo 34' 38' |       | Figo 64'     |

#### Tornada
| FC Barcelona                                                 | 5 - 1 (pr) | Chelsea FC |
| ------------------------------------------------------------ | ---------- | ---------- |
| Rivaldo 24' 99' (pen.) · Figo 45' · Dani 83' · Kluivert 104' |            | Flo 60'    |

| SS Lazio  | 1 - 0 | València |
| --------- | ----- | -------- |
| Veron 52' |       |          |

| Manchester United FC             | 2 - 3 | Reial Madrid                  |
| -------------------------------- | ----- | ----------------------------- |
| Beckham 64' · Scholes 88' (pen.) |       | Keane 21' (pp) · Raúl 50' 52' |

| Bayern                         | 2 - 1 | FC Porto   |
| ------------------------------ | ----- | ---------- |
| Paulo Sergio 15' · Linke 90+3' |       | Jardel 90' |

### Semifinals
| Equip 1      | Global | Equip 2      | Anada | Tornada |
| ------------ | ------ | ------------ | ----- | ------- |
| València     | 5-3    | FC Barcelona | 4-1   | 1-2     |
| Reial Madrid | 3-2    | Bayern       | 2-0   | 1-2     |

#### Anada
| València                                                   | 4 - 1 | FC Barcelona        |
| ---------------------------------------------------------- | ----- | ------------------- |
| Angulo 10' 43' · Mendieta 47' (pen.) · Claudio Lopez 90+2' |       | Pellegrino 27' (pp) |

| Reial Madrid                  | 2 - 0 | Bayern |
| ----------------------------- | ----- | ------ |
| Anelka 4' · Jeremies 33' (pp) |       |        |

#### Tornada
| Bayern                  | 2 - 1 | Reial Madrid |
| ----------------------- | ----- | ------------ |
| Jancker 12' · Elber 54' |       | Anelka 31'   |

| FC Barcelona                | 2 - 1 | València     |
| --------------------------- | ----- | ------------ |
| F. de Boer 78' · Cocu 90+2' |       | Mendieta 69' |

### Final
| Reial Madrid                             | 3 - 0 | València |
| ---------------------------------------- | ----- | -------- |
| Morientes 39' · McManaman 67' · Raúl 75' |       |          |

| Guanyador de la Lliga de Campions 1999-00 |
| ----------------------------------------- |
| Reial Madrid Vuitè títol                  |